# In the Season of Buds
In the Season of Buds er en amerikansk stumfilm fra 1910 af D. W. Griffith.

## Medvirkende
- Mack Sennett som Henry
- Mary Pickford som Mabel
- Charles West som Steve
- W. Chrystie Miller som Zeke
- Kate Bruce